# Teatro Coliseum (Kuala Lumpur)
El Teatro Coliseum es una sala de cine en Kuala Lumpur, la capital del país asiático de Malasia. Se trata de uno de los cines más antiguos del país, que fue construido en 1920 por la familia Chua dirigida por Chua Cheng Bok. El edificio de estilo art déco es capaz de acoger a 900 personas y también cuenta con un balcón. El famoso Coliseo Café y Hotel - un lugar predilecto de William Somerset Maugham, durante su estancia en Malasia británica - se encuentra detrás del teatro, en la misma calle. Es la sala más antigua en funcionamiento de forma continua en el país (a excepción del tiempo durante la ocupación japonesa en la Segunda Guerra Mundial), siendo la mayoría de las películas estrenadas en el edificio originalmente de origen indio.